# Тейлор, Дэвид (борец)
Дэвид Моррис Тейлор (англ. David Morris Taylor; род. 5 декабря 1990, Рино, Невада) — американский борец вольного стиля и бывший представитель народной борьбы, Олимпийский чемпион 2020 года в Токио, трёхкратный чемпион мира (2018, 2022, 2023). Дважды удостоен трофея Дэна Ходжа.

## Биография
С ранних лет Тейлор восхищался олимпийским чемпион Кэлом Сэндерсоном. Выступал за команду университета Пенсильвании, где Кэл Сэндерсон был главным тренером. В своем первом сезоне в Национальной ассоциации студенческого спорта Тейлор сумел выиграть серебро, а уже во втором взял золото. Дважды удостаивался трофея Дэна Ходжа, став третьим борцом, получившим эту награду два и более раз.
На международной арене Тейлор также сумел достичь успехов, став двенадцатым американцем, завоевавшим золото на гран-при Ивана Ярыгина, а позже добившись золотых наград на континентальном, мировом и олимпийском первенствах.
По итогам 2018 года стал обладателем приза Джона Смита, как лучший борец-вольник года в США. В 2022 году вновь выиграл этот приз.
На Летних Олимпийских играх 2020 года в Токио боролся в весовой категории до 86 килограммов. В турнире участвовали 16 человек. Турнир проводился по системе с выбыванием после поражения с утешительными схватками. Те спортсмены, которые не проиграли ни одной схватки, выходили в финал, где разыгрывали первое и второе место. Борцы, которые проиграли финалистам, начинали бороться в утешительном турнире, по результатам которого определялись два бронзовых призёра. Схватки состояли из двух периодов по три минуты. Дэвид Тейлор победил во всех встречах и стал олимпийским чемпионом.
| Круг  | Соперник     | Страна     | Результат | Основание                                 | Время схватки |
| ----- | ------------ | ---------- | --------- | ----------------------------------------- | ------------- |
| 1     | Али Шабанов  | Беларусь   | Победа    | 11-0 (за явным преимуществом в 10 баллов) | 4:05          |
| 1/4   | Майлз Амин   | Сан-Марино | Победа    | 12-2 (за явным преимуществом в 10 баллов) | 3:55          |
| 1/2   | Дипак Пуния  | Индия      | Победа    | 10-0 (за явным преимуществом в 10 баллов) | 2:49          |
| Финал | Хасан Яздани | Иран       | Победа    | 4-3                                       | 6:00          |

На чемпионате мира 2021 года, который проходил в Осло, стал серебряным призёром чемпионата мира в весовой категории до 86 кг. В финале уступил иранскому борцу Хасану Яздани.
На чемпионате мира 2022 года, который проходил в Белграде, завоевал золотую медаль в весовой категории до 86 кг. В финале одержал победу над Хасаном Яздани.
На чемпионате мира 2023 года в Белграде завоевал золотую медаль в весовой категории до 86 кг. В финале вновь победил Хасана Яздани.
В апреле 2024 года Тэйлор проиграл своему соотечественнику Аарону Бруксу две схватки на отборочных олимпийских соревнованиях по борьбе в США и потерял возможность выступить на Олимпиаде 2024 года в Париже.
В мае 2024 года Дэвид Тейлор был представлен в качестве нового главного тренера Университета штата Оклахома (OSU).
На пресс-конференции он сообщил, что больше не будет бороться. Но в сентябре 2024 года выступил и победил во внутриамериканском отборочном турнире на участие в чемпионате мира в Тиране в весовой категории до 92 кг. На чемпионате мира 2024 года в Тиране победив в малом финале Камрана Гасемпура из Ирана, завоевал бронзовую медаль, после чего завершил карьеру.

## Достижения
- Чемпионат мира по борьбе (Тирана, 2024);
- Чемпионат мира по борьбе (Белград, 2023);
- Чемпионат мира по борьбе (Белград, 2022);
- Чемпионат мира по борьбе (Осло, 2021);
- Олимпийские игры (Токио, 2020);
- Панамериканский чемпионат (Гватемала, 2021);
- Чемпионат мира по борьбе (Будапешт, 2018);
- Панамериканский чемпионат (Лима, 2018);
- Турнир «Яшар Догу» (Стамбул, 2018);
- Турнир «Иван Ярыгин» (Красноярск, 2018);
- Гран-при Парижа (Париж, 2017);
- Гран-при Испании (Мадрид, 2016);
- Турнир «Степан Саркисян» (2015);
- Гран-при Испании (Мадрид, 2015);
- Национальная ассоциация студенческого спорта (I дивизион) (2014);
- Национальная ассоциация студенческого спорта (I дивизион) (2013);
- Национальная ассоциация студенческого спорта (I дивизион) (2012);
- Национальная ассоциация студенческого спорта (I дивизион) (2011);